# Komotini
Komotini ili Komotene (grčki: Κομοτηνή, turski: Gümülcine), je grad na sjeveroistoku Grčke. Komotini je glavni grad periferije Istočna Makedonija i Trakija i prefekture Rodopi. 
Grad je i sjedište Demokritovog sveučilišta Trakija, osnovanog 1973. godine. Komotini je i grad sa značajnom turskom manjinom stanovnika, koja ima čak 50%  svog stanovništva.

## Zemljopisne osobine
Grad leži na nadmorskoj visini od 32-38 m u zapadnoj Trakiji blizu obronaka Rodopi. Stariji dijelovi grada građeni su bez ikakova plana, za razliku od novovjekih koji su planski izgrađeni.
Po popisu iz 2001. godine,  grad je imao 52 659 stanovnika, od njih su 13 000 bili studenti i njihovi učitelji. Pored Komotinija djeluju čak dvije zračne luke, bliža u Aleksandropolisu (65 km),  i nešto dalja u gradu Kavala (80 km). 
Grad je dobro povezan željezničkim i cestovnim linijama s ostalom Grčkom i Istanbulom. Pored grada prolazi suvremena auto cesta Autocesta Egnatia.

## Povijest

### Za Rima i Bizanta
Povijest Komotinija usko je vezana uz važnu antičku prometnicu Via Egnatia, kojom su Rimljani povezali Drač s Konstantinopolisom. Rimski car Teodozije I. izgradio je malu tvrđavu na raskrsnici Via Egnatia i ceste za Philippopolis prema Rodopskim planinama.
U svojim najranim danima, Komotini je bio u sjeni većeg i razvijenijeg obližnjeg grada prema zapadu - Mosinopolisa, tako da su malobrojni stanovnici Komotinija u XII st. potpuno napustili svoje naselje i odselili se u Mosinopolis. 
No 1207. godine, su se mnogi razbježali stanovnici Mosinopolisa, naselili u napuštenoj utvrdi Komotini, nakon što je njihov grad razorio bugarski car Kalojan.
Ivan Kantakuzen prvi spominje to naselje pod imenom Koumoutsinas u svom izvještaju o Bizantinskom građanskom ratu iz XIV. stoljeća

### Za otomanske vladavine
Za otomanske vlasti, Komotini se zvao Gümülcine, za tog razdoblja to je bio grad naseljen; Grcima, Turcima, Židovima, Armencima, Bugarima i Pomacima. Gümülcine je bio važno trgovačko čvorište između Carigrada i ostalih europskih gradova i svijeta i prosperitetno naselje. Mnoge gradske znamenitosti podignute su onda.

### Za Prvog balkanskog rata
U vrijeme Balkanskih ratova, jedinice bugarske vojske morale su se predati grčkoj vojsci i dati im grad za vrijeme Drugog Balkanskog rata 14. srpnja 1913. 
Međutim Mirom iz Bukurešta grad je ponovno vraćen Bugarskoj (neovisno o značajnom dijelu grčkog stanovnništva) i ostao je u sastavu Bugarske sve do kraja Prvog svjetskog rata. U tom razdoblju, zaživjela je i kratkotrajna neovisna država - Republika Gumuljina, koja se prostirala u Zapadnoj Trakiji. Komotini, je bio glavni grad te političke tvorevine. 
1919. godine, na osnovu Mira iz Neuillya, Komotini je vraćen Grčkoj kao i sva ostala Zapadna Trakija.

### Današnji Komotini
Današnji Komotini je živo trgovačko i upravno središte svoga kraja. U samom središtu mjesta nalazi se zimzeleni Gradski park sa spomenikom nacionalnim herojima.
Središnji gradski trg  Plateia Irinis (Trg mira) sjedište je noćnog života grada bogatog studentima. Ostatci zidina prvotne rimske utvrde, vidljivi su i danas sjeverozapadno od središnjeg gradskog trga.
Stari orijentalni trgovački dio grada, danas je manje više turistička atrakcija zbog svojih malih orijentalnih zanatskih radnji, koje su izumrle u drugim grčkim gradovima. Sjeverozapadno od starog, podignut je novi trgovački centar - Kosmopolis Park.

## Školstvo i prosvjeta
Komotini je sveučilišni centar Sjeverne Grčke, u njemu djeluje Središna uprava i nekoliko studija Demokritova sveučilišta Trakije, to su;
- pravne nauke
- fizika i kineziologija
- povijest i etnologija
- grčka književnost
- društvena uprava
- međunarodni ekonomski odnosi i razvoj
- poslovno upravljanje (od 2009)
- političke nauke (od 2009)
- jezici, književnost i civilizacije zemalja Crnoga mora

U studentskim domovima Komotinija boravi od 5-10 000 studenata. Osnivanje i rad Trakijskog sveučilišta 1973. godine pozitivno je djelovalo na razvoj Komotinija.
Grčka policijska akademija nalazi se udaljena 7 km od Komotinija u pravcu Ksantija.

## Promet
Komotini nema svoju zračnu luku, najbliže su mu luka u Aleksandropolisu (65 km), i ona u Kavali (80 km).

### Ceste
Europski prometni pravac E90 prolazi pored grada i s njom je Komotini povezan s ostalim grčkim gradovima. Nova autocesta Egnatia (A2) leži južno od grada. 

## Rast stanovništva Komotinija posljednjih desetljeća
Današnji Komotini je višejezični grad i višenacionalni grad, jer u njemu pored Grka žive i značajne manjinske zajednice; Turci, Pomaci, Romi,  muslimani kao i brojne nove izbjeglice grčkoga porijekla iz zemalja bivšeg Sovjetskog Saveza; Gruzije, Armenije, Rusije i Kazahstana.
Kometini je od prije grad brojnih grčkih izbjeglica i njihovih potomaka, kojih je naročito puno bilo iz Male Azije, Istočne Trakije i Ponta.
| Godina | Stanovništvo | Promjena   | Stanovništvo općine | Promjena     |
| ------ | ------------ | ---------- | ------------------- | ------------ |
| 1981.  | 37.487       | -          | 40.141              | -            |
| 1991.  | 37.036       | 461/-1.20% | 45.934              | 5793/14.432% |
| 2001.  | 40.141       | 3105/+9%   | 52.659              | 6725/16%     |

## Vanjske poveznice
- Službene stranice grada  Arhivirana inačica izvorne stranice od 19. srpnja 2006. (Wayback Machine)
- Gospodarske stranice grada
- Stranice krovne organizacije Turaka iz zapadne Trakije